# Тель-Абу-Хавам

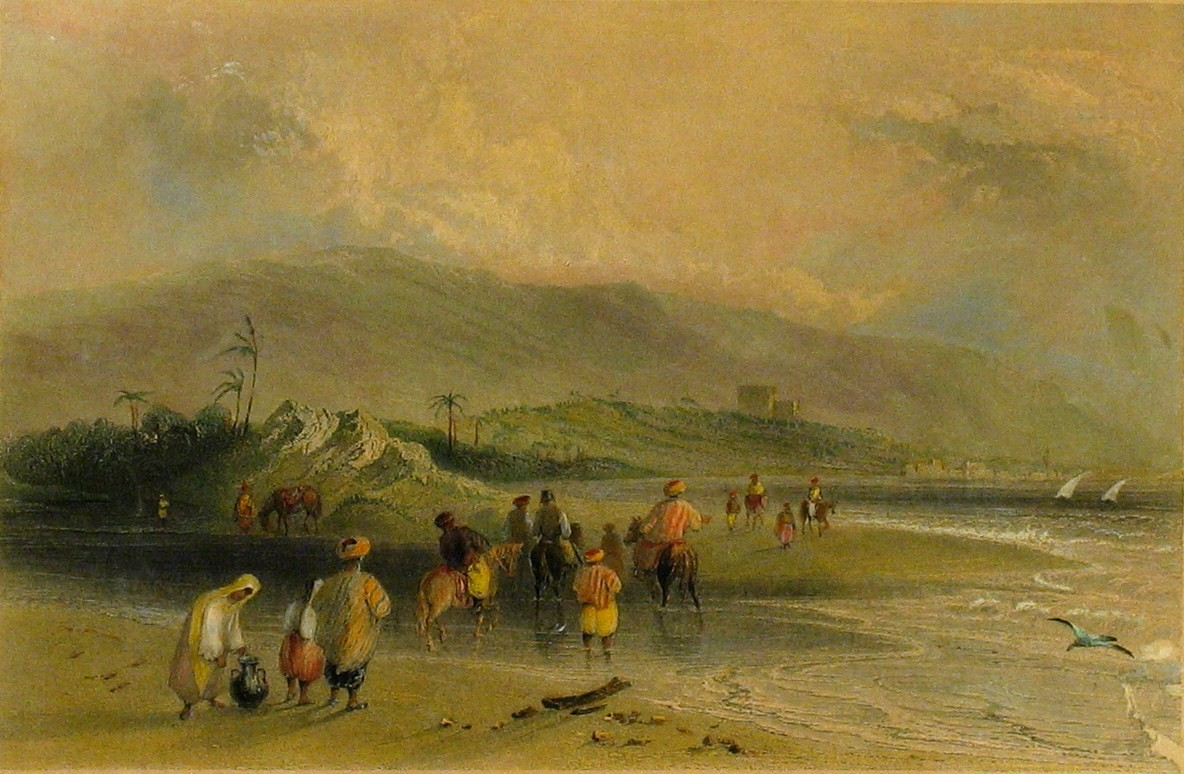
Тель-Абу-Хавам. Картина английского художника Уильяма Генри Бартлетта (1840 год). На гребне горы цитадель Бурдж а-Салам. Собрание Национального морского музея

Тель-Абу-Хавам («Хавам» — название вида птицы) — древний курган на территории Хайфы, оставшийся от поселения, просуществовавшего с XIV века до н. э. по IV век н. э. Портовый город и торговый центр эпохи поздней бронзы, железного века и персидско-эллинистического периода на Земле Израиля. При археологических раскопках между археологическими слоями были обнаружены промежутки, указывающие на заброшенность и последующее восстановление через несколько сотен лет.
Оставшийся от Тель-Абу-Хавама,  невысокий холм, верхняя часть которого с годами оказалась снесена, расположен в черте Хайфы, в 1,5 км от побережья Хайфского залива, к югу от ручья Вади-Салман и в районе впадения реки Кишон в Средиземное море. До начала строительных работ в этом районе высота холма достигала восьми метров. Сегодня на холме находится здание Электрической компании, фундамент которого был вырыт в холме, а также несколько колонн въездного моста дороги 22 в Нижний город. Курган был описан греческим исследователем и писателем Скилаком, который путешествовал по региону в VI веке до нашей эры.

## В Библии
Археолог Иоханан Ахарони предложил идентифицировать Тель-Абу-Хавам как поселение «Ливнат» (переведено на русский как Шихор Ливнаф), упоминаемое в книге Иисуса Навина (Нав. 19:26) при описании южной границы владений колена Ашера.
Биньямин Мазар и Шмуэль Кляйн идентифицировали поселение, как упомянутое в Хазаль поселение «Залмона», в период крестоносцев —Пальмария.
Было также предложено отождествление с поселением Хельба, упомянутым в Книге Судей, как расположенное между городами долины Акко (Суд. 1:31). Либо как поселение, упомянутое в книге Иисуса Навина (Нав. 19:29) следующим образом:
«И вернулась граница к Раме, и до города «Крепость Цора», и вернулась граница к Хосе; и оказался выход её к морю из округа Ахзива».

## Расположение
Хребет Кармель обеспечивал этому участку естественную защиту от ветров, расположение на побережье Средиземного моря и вблизи устья реки Кишон позволило стать якорной стоянкой для кораблей, а также исходным пунктом одного из основных сухопутных торговых путей, пересекавших землю Израиля с запада на восток. Курган и его окрестности были изображены на карте Фонда исследования Земли Израиля (1880). Удачное стратегическое расположение благоприятствовало развитию поселения в эпоху поздней бронзы, в железном веке, во времена персидского и эллинистическом периода.

### Изменения береговой линии в районе кургана

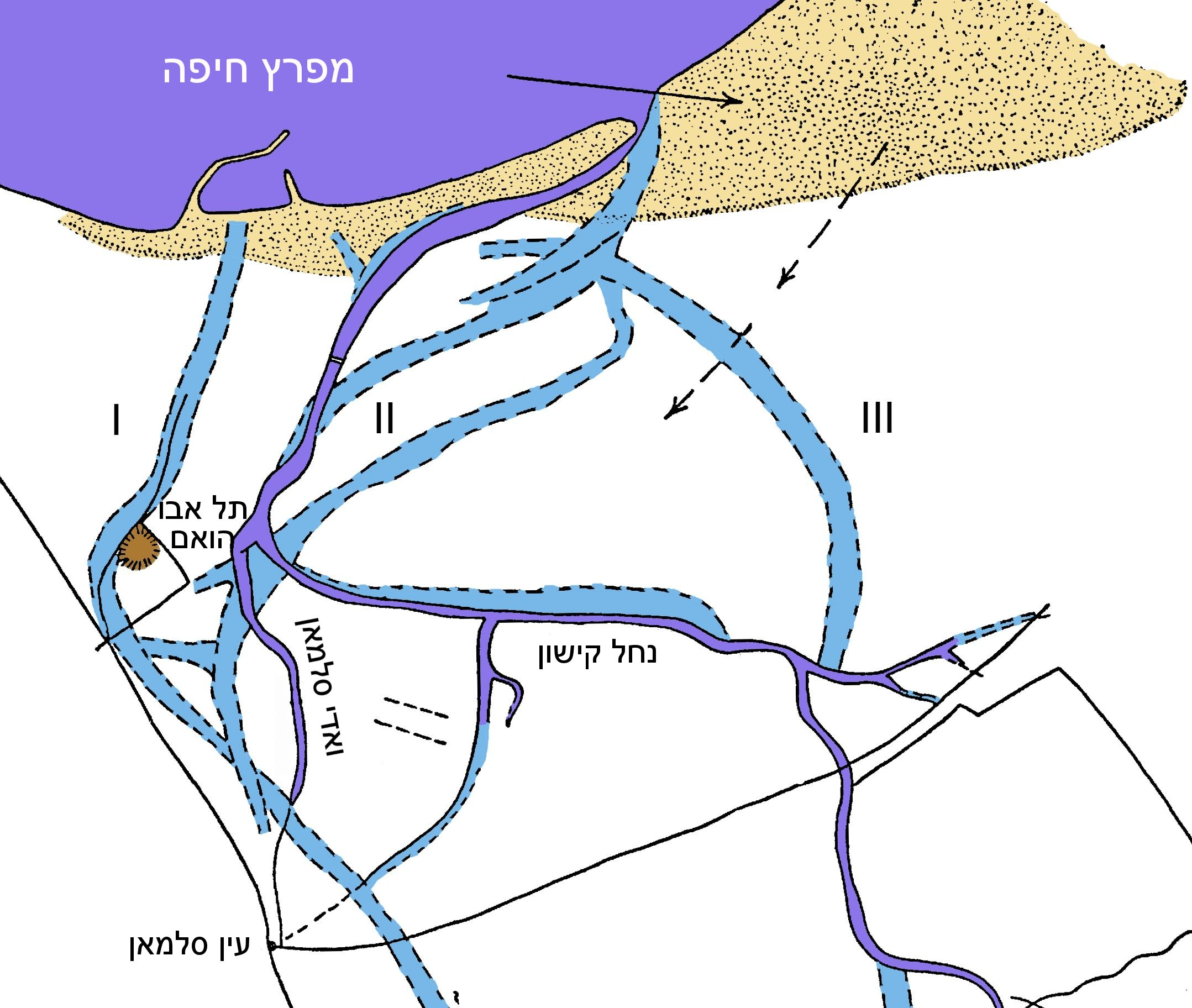
Изменения в маршруте ручья Кишон и Вади Салман с годами. Кишон был оттеснен от подножия Кармеля — русло I, в сторону долины — русло III.

Геологические и тектонические процессы изменили береговую линию поселения. В конце XIX века в этом районе проводились строительные работы, береговая линия была искусственно изменена для нужд современного порта Хайфы, а на самом холме были построены объекты электрической и нефтегазовых компаний.
В 2001 году, в ходе очередных подготовительных строительных работ на этом месте, были обнаружены ценные артефакты, после чего была признана необходимость раскопок. Курган был нанесен на карту на основе топографической карты Хайфского залива и долины Звулун  1920-х годов (карта находится в центральном сионистском архиве).
Археологические исследования выявили, что в древности береговая линия, которая в настоящее время находится примерно в 1,5 км от кургана, проходила очень близко к окраине городища. Во 2-м тысячелетии до н. э. стоянка располагалась в самом устье реки Кишон. Район страдал от морских наводнений, а также от затоплений ручьями Кишон и Вади-Салман. Возможно, в эпоху поздней бронзы курган был окружен морской водой, и доступ к нему осуществлялся на лодках. Жители холма боролись с наводнениями с помощью подпорных стен, начиная с эпохи поздней бронзы. При раскопках 1932 года, а также вторичных раскопках 1985 года на дне подпорных стен были обнаружены 42- сантиметровые морские желуди, кости рыб, якоря и импортные керамические сосуды эпохи поздней бронзы. В этот период вода достигала подпорных стен, а курган служил международным торговым центром, обслуживающим восточное Средиземноморье.

## Район Хайфского залива как стык суши и моря — историческая справка
Земля Израиля была завоевана  фараонами 18 династии в середине XVI века до н. э., в эпоху поздней бронзы. В течение 300 лет регион находился под прямым  египетским правлением, что создало тесную связь между Египтом и провинцией Ханаан.
Города Газа, Яффо, Бейт-Шеан и Афек стали форпостами Египта в XV веке до нашей эры после победы Тутмоса III в битве при Мегиддо.
Египет был заинтересован в существовании городов вдоль морского пути Via Maris, снабжающих Египет продовольствием и различным сырьем, а также служащих контрольными пунктами на стратегических путях в Ливан и Сирию.
Вдоль побережья Ханаана располагалась цепочка городов, лежавших на египетских караванных путях, включая главные портовые города Яффо и Дор, а также более мелкие города, такие как Атлит и Шикмона. Расположение прибрежных городов зависело от ручьёв, которые пересекали прибрежную равнину на пути к морю. В этих городах были найдены керамические свидетельства торговли с Кипром, микенским миром и Египтом. Морская дорога, дойдя до залива, разделялась на два пути: один путь продолжался на север через Акру, а другой путь поворачивал на восток через Тель-Маамр, Тель-Кашиш и Йокнеам, в сторону Мегиддо. Маршрут от Хайфского залива в Изреельскую долину пролегал по реке Кишон, проходимой для судов в те времена, и поэтому берега реки были заселены. Приморские города занимались экспортом и импортом сельскохозяйственной продукции и предметов роскоши из внутренних районов страны.
Поселение Тель-Абу-Хавам поддерживало обширные торговые отношения с прибрежным ханаанским миром на севере (с городами Тир, Сидон, Угарит, Алалах. Одна из находок в кургане указывает на торговые связи с Троей.

## Исследования и раскопки

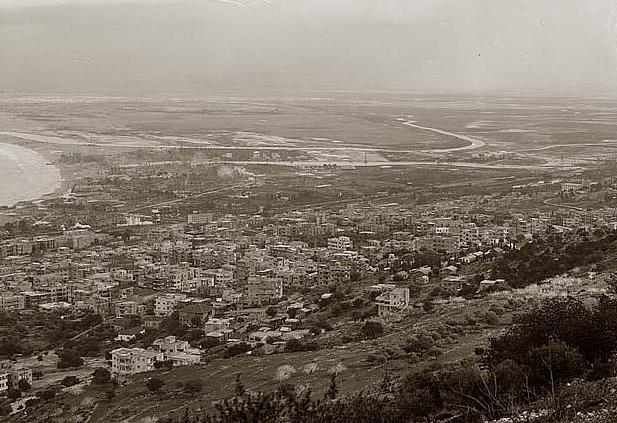
Вид на Хайфский залив с северных склонов горы Кармель, первая половина 20 века. На месте кургана можно увидеть устье реки Кишон.

В начале XX века британцами проводились археологические и геологические изыскания с целью расширения Хайфского порта. В ходе подготовительных работ, начиная с 1922 года, Департамент древностей британского мандатного правительства провёл в окрестностях кургана серию спасательных раскопок. Было раскопано семь могил железного века в районе древнего кладбища, которое, по мнению археологов, было связано с Тель-Абу-Хавамом.
В 1929 году была проведена вторая серия спасательных раскопок, в ходе которых были обнаружены археологические слои следующих периодов:
- эллинистический — римский периоды
- ранний эллинистический  и персидский период
- железный век
- поздний бронзовый век[ивр.].

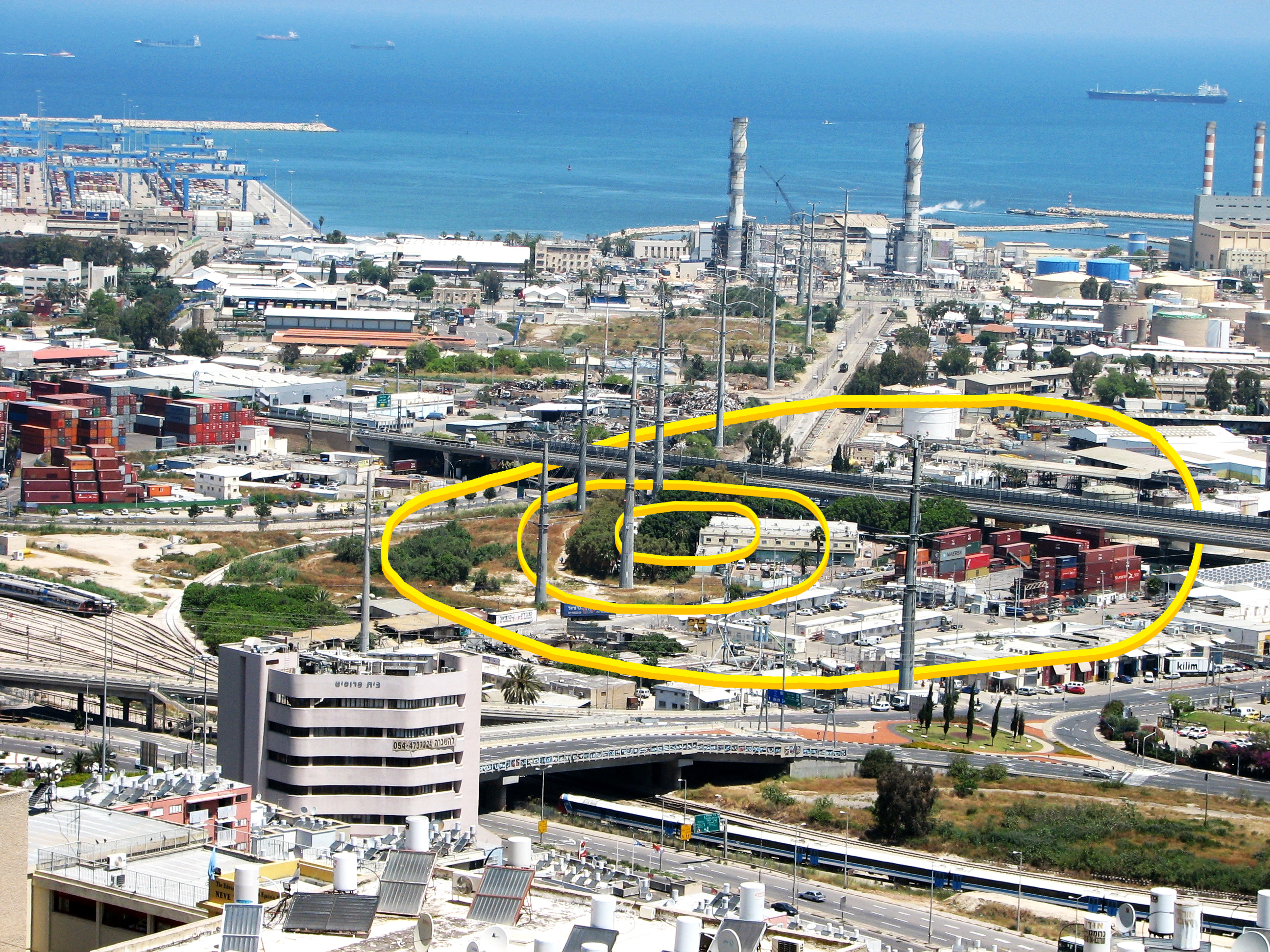
Район Тель-Абу-Хавам в Хайфском заливе, 2011 год. Район кургана отмечен жёлтым цветом. Мост в нижней части изображения — Гешер Паз

В 1929-33 годах проводились раскопки отделом древностей Британского мандатного правительства во главе с Робертом Уильямом Гамильтоном. В ходе раскопок, продлившихся три сезона, был обнаружен 7-метровый холм  площадью около семи дунамов. Был проведен стратиграфический анализ археологических слоёв, а под ними была обнаружена песчаная дюна. К северу от кургана было обнаружено кладбище эпохи поздней бронзы. Были найдены, среди прочего, женские украшения, амулеты и скарабеи.

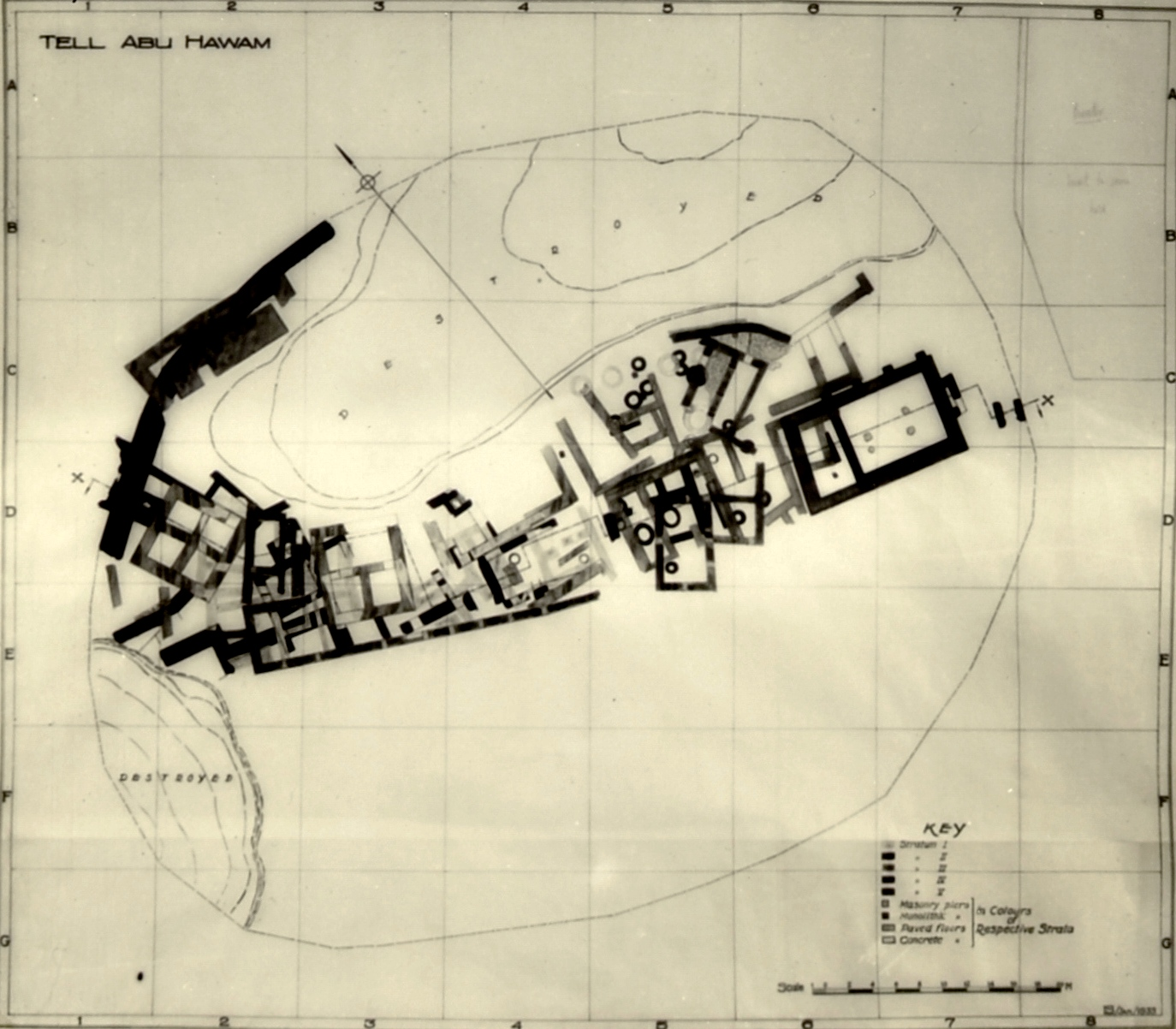
План кургана из раскопок Гамильтона, 1932 г.

В 1950-60 годах, в связи со строительством, были опять проведены спасательные раскопки  и найдено кладбище бронзового века.

В середине 1980-х годов, с развитием морской археологии, были проведены раскопки силами сотрудников Хайфского университета, а также было проведено   стратиграфическое исследование кургана Французской школой библейской археологии в сотрудничестве с кафедрой морских цивилизаций Хайфского университета и другими.

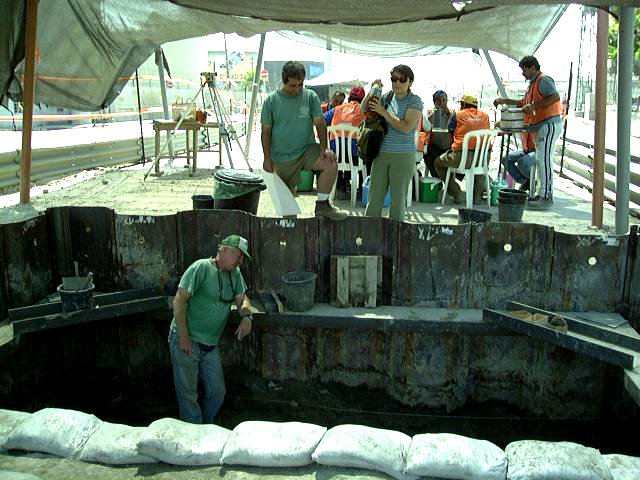
Раскопки в кургане в 2001 г.

В 2001 году, по поручению Управления древностей и с привлечением сотрудников Хайфского университета и Института морских исследований, опять проводились спасательные раскопки. Исследования касались северной окраины кургана за пределами укрепленного поселения, которая осталась нетронутой в 1932 году ( раскопки Гамильтона) из-за плотной застройки. Район исследований находился на краю холма, у подножия якорной стоянки и вокруг мелководья. Были обнаружены ценные археологические находки.  Каждый археологический слой включал богатый находками горизонт мелководного морского дна.

## Поздний бронзовый век

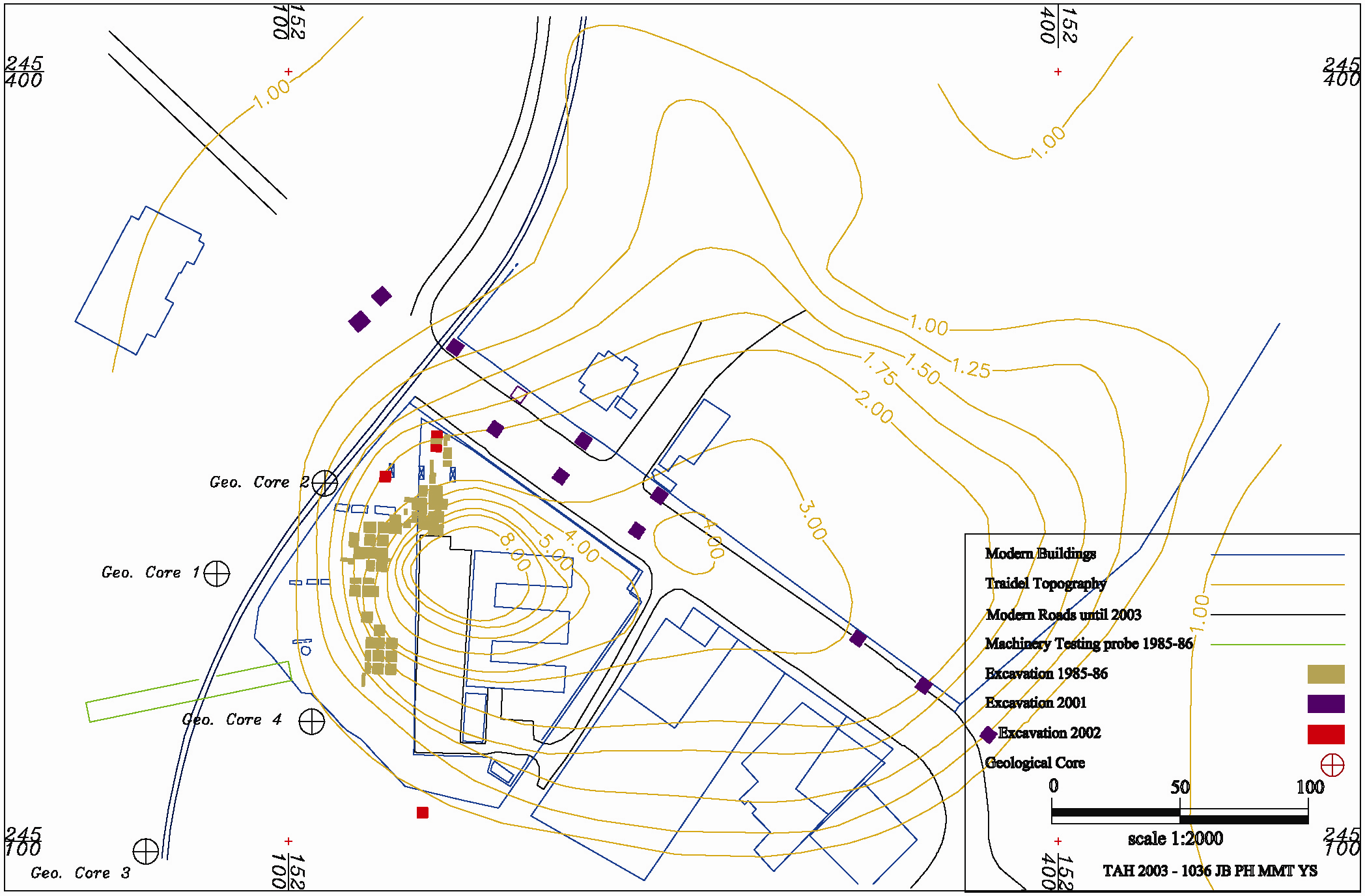
Раскопки в кургане в сезонах 1985/86, 2001/2002 гг.

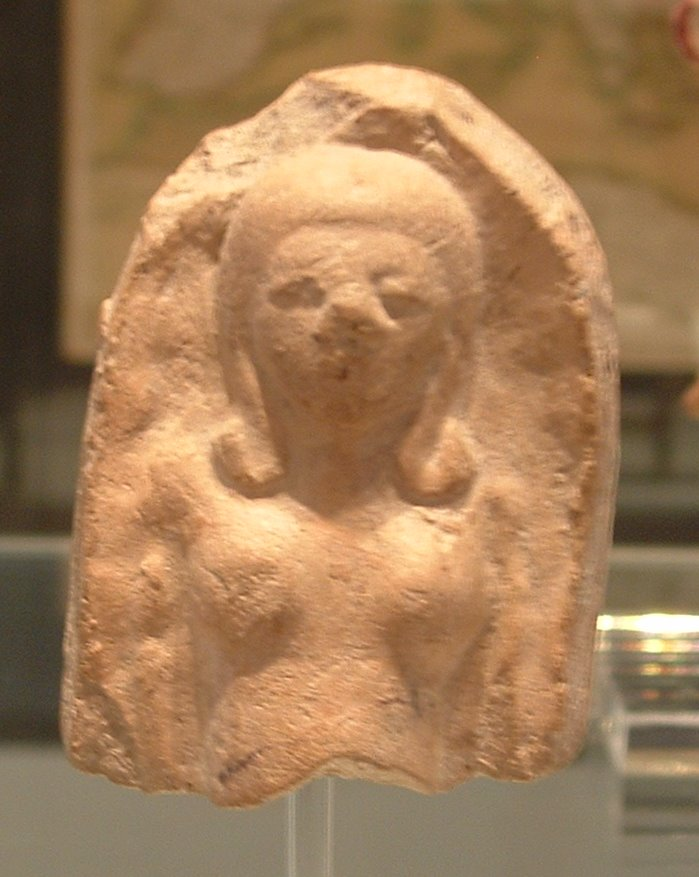
Фигурка Астарты из керамики эпохи поздней бронзы II XIV—XIII вв. до н. э. Найдена в кургане. Из собрания Национального морского музея в Хайфе.

В древних слоях  были обнаружены мелководные раковины, причём в одном слое — над архитектурными постройками, что указывает на повышение уровня моря в этом месте. Стратиграфический анализ раскопок показал, что морское наводнение и отложение ила реки Кишон затопили поселение в эпоху позднего бронзового века, в результате чего жители поселения вынуждены были подняться к вершине кургана.
Было обнаружено большое количество мелких предметов эпохи поздней бронзы. Была обнаружена геоморфологическая слоистость, возникшей в результате изменения соотношения моря и суши и многократного затопления участка. При раскопках была найдена стена, толщиной около двух метров, сложенная из крупных полевых камней с гравием между ними. На некоторых участках толщина стены достигала четырёх метров. Гамильтон назвал постройку стеной, но позднее постройка была идентифицирована как подпорная стена. Эта стена была разрушена в эпоху поздней бронзы, и в слоях выше этого слоя её остатков не было обнаружено. Древние жители пытались на некоторых участках стабилизировать грунт с помощью слоёв камней, среди которых было обнаружено много скоплений глиняной посуды, часть которой была местного производства. В то же время многие найденные инструменты имели неместную типологию и материал. Часть из них — качественные импортные инструменты, часть — простые инструменты повседневного использования, предположительно выброшенные грузоотправителями при швартовке. Был обнаружен 20-сантиметровый слой раковин моллюсков (около 12 400 штук), свидетельствующий о прибрежной индустрии по производству красок. Было найдено большое количество камней, которые, вероятно, использовались для стабилизации кораблей, следующих с Кипра на восток, вдоль Ливана и Сирии и в страны Эгейского моря на западе.
На кургане были обнаружены только общественные здания. На восточной стороне кургана был обнаружен храм 11x7,5 метров, с единственным залом с небольшой пристройкой на востоке, служащей священной зоной. На входе в здание был найден пороговый камень. Пол здания был земляным, с колонной в центре. Над этим храмом (в слое над ним) находился ещё один храм —продолжение верхнего с частичным использованием стен в качестве фундамента для строительства. Рядом с этим помещением в северо-восточном углу здания был обнаружен невысокий круглый каменный столб с прямоугольной капителью.
В кургане было обнаружено ещё несколько построек:
- уборная или кладовая
- колодцы, один из которых достигал трёхметровой глубины
- большие печи с множеством керамических фрагментов.

Гамильтон выделил две фазы в слое бронзового века:
- Одна была датирована 1315 г. до н. э. —временем путешествия Сети I из Египта в Акру. Эта фаза была построена непосредственно на песчаной дюне, образующей основание кургана. В некоторых частях был обнаружен тонкий слой пепла, который был интерпретирован как «рыбацкая деревня»[19]
- другая фаза (более мелкие постройки)  была связана с приходом морских язычников до начала двадцатой династии в Египте.

Керамика, найденная при раскопках, включала в себя множество импортных сосудов, называемых «импортной керамикой», которые характеризуют поздний бронзовый век.
При раскопках 2002/2001 годов были обнаружены :
- керамика с Кипра ( сосуды с кольцевым основанием[ивр.], посуда с белым покрытием[ивр.] (молочники), и относительно немногочисленные фрагменты монохромных чаш.
- микенская керамика с Крита  (относительно небольшое количество фрагментов)
- небольшое количество серо-коричневой посуды из Трои
- сирийские бутылки, торговля которыми достигла своего пика в период правления Тутмоса II
- местные сосуды, которые  были изготовлены из материала из района кургана и к северу от него (Акко и вплоть до побережья Ливана и Сирии), а также  из Изреельской долины ( Тель Мегиддо) и из более южных мест прибрежной зоны (Тель Нами, прибрежное поселение к югу от Атлита). Тесная связь с районом Ливана подтверждает гипотезу о том, что купцы добирались до берегов Ханаана через Ливан, где по пути останавливались в небольших портах  для пополнения запасов еды и питья, а не заходили прямо с средиземноморских островов[22].
- «кастрюли», найденные в районе древней якорной стоянки, что подтверждает гипотезу о предметах, вышедших из строя и выброшенных на берег с кораблей, стоявших там на якоре
- несколько сотен наименований различных инструментов, что очень много для такой ограниченной области. Более чем у половины из них на внешней стороне обнаружен слой копоти, что подтверждает их принадлежность к кастрюлям
- импортные сосуды (по материалу и типу), предположительно принадлежавшие чужеземным купцам, и имеющие необычную форму, сделанные из материала из района Бейрута,  Анатолии ( около 2 %-3 % сосудов) или Эгейского мира.
- 58 фрагментов сосудов, относимых к чашам и кубкам, фрагменты кубков были разделены на четыре типа, некоторые из них были украшены[23]
- множество фрагментов бочек, банок прибывших на кораблях с Кипра, Ливана и Сирии

К особым находкам в кургане были отнесены:
- картуш Рамзеса II,
- несколько скарабеев
- глиняная маска. Маска была найдена рядом с ритуальным комплексом на якорной стоянке под Храмом. Подобная маска, и тоже рядом с храмом, была найдена в Хацоре вместе с микенской керамикой, которую Игаэль Ядин датирует XIV веком до нашей эры[24].

#### Датировка периода
Гамильтон посчитал, что поселение на холме было основано в 1400 году до нашей эры. Такой вывод был сделан им на основании коллекции привозной керамики, найденной на стоянке, и являющейся типичной для того периода.
В 2005 году анализ керамики, найденной Гамильтоном, показал, что слой следует разделить на промежуточные слои.
Раскопки 2002/2001 гг. пролили дополнительный свет на хронологию слоя. Археолог Михаэль Ави Йона отнёс подслой к временному периоду от середины XIV века до н.э. до ~1230 год до н.э.  и связал с разрушением поселения племенами Израиля, прорвавшимися в прибрежную зону в рамках их завоевательной кампании, включая борьбу племени Менаше за контроль над горой Кармель. Другая гипотеза связывает разрушение поселения с вторжением морских язычников, захвативших Дор и дошедших до Кармеля[./Тель-Абу-Хавам#cite_note-25 [25]].

#### Кладбище
Во время раскопок1952 года, на северном берегу Кишона, примерно в 1 км к северу от кургана, было обнаружено кладбище эпохи поздней бронзы. Большая его часть была уничтожена, первоначальный размер, возможно, достигал 200 дунам. Было раскопано 11 могил, большая часть в верхнем слое песка, меньшая — в слое глины под песком. Могилы имели средний размер 2х1х0,5 метра. Все погребённые были уложены лицом вверх, с прямыми ногами и сложенными, а иногда и скрещенными на груди руками. Одна могила была выложена тонкими каменными плитами и перекрыта пятью каменными плитами. Другая могила представляла собой двойную могилу, в которой погребенные были расположены друг над другом. В верхней могиле находилась женщина, под ней — пожилой мужчина.
В могилах были обнаружены различные гончарные изделия: миски, свечи, кастрюли, кувшины и многое другое. Также была найдена глиняная фигурка в виде курицы. Керамика была как местного производства, так и импортная, в том числе кипрская и микенская. Мелкие сосуды ставили у голов погребенных, более крупные у ног. Могилы датируются по керамическим находкам XIV веком до н. э..

## Железный век
Поселение в железном веке входило в систему южных финикийских поселений.
Были обнаружены два слоя, относящиеся к железному веку:
- Слой Израильского царства, укрепившегося во времена царя Ахава ( XI век до н. э.,  был датирован по двухцветной финикийской и протогеометрической греческой керамике. Этот слой состоял из: зданий с толстыми стенами, напоминающими более северные культуры,  массивного укрепления, включающего стену и сторожевую башню к северу от кургана. Были обнаружены следы большого пожара, что приписывается походу Шешонка I в 926 г. до н. э. с целью завоевания Земли Израиля, Сирии и Ливана [29]
- Слой, связанный с вторжением ассирийского царя Тиглатпласара III в 732 г. до н.э., со вполне вероятным изгнанием израильских жителей[30][31]. К этому слою относятся 7 могил железного века , примерно в километре к югу от кургана (раскопки 1922 года). Гробницы были вырублены в мягком камне на склоне горы. Пол их был сложен из утрамбованной земли и в каждой было найдено по одному-два погребения. Керамический материал в могилах включал чаши, кувшины, свечи. Также были найдены кольца, браслеты, наконечники стрел и крючки для удочек, по которым и датировался второй слой железного века[32][33].

## Персидско-эллинистический период
Поселение персидско — эллинистического периода было финикийским портовым городом, основанным в начале персидского периода после  запустения, длившегося около 250 лет. Северная часть кургана к тому времени была полностью разрушена, другие его части также сильно пострадали. Очередное заселение этого места было частью расширения финикийских поселений в этом районе и к югу от него при поддержке персидского правительства.
В течение первых веков нашей эры, возможно из-за наводнений, произошла миграция населения на юг Хайфского залива в такие поселения, как Хайфа, Шикмона, а позже и Кастра.
Слои персидско — эллинистического периода делятся на две фазы:
- первая фаза длилась до начала IV века до н.э.  В центре кургана находилось здание, фасад которого имел длину около 30 метров. Его стены, как и стены других построек в слое, были сложены из камня и укреплены плитами из ясеневого камня. Поселение было уничтожено одной из армий, сражавшихся в Тире, вероятно, между 385—383 гг. до н. э.
- вторая фаза поселения началась восстановлением после непродолжительного периода разрушения. Восстановленное поселение просуществовало до завоевания Тира Александром Македонским в 332 г. до н. э. В этой фазе  поселение было укреплено, в нём были общественные здания и складские помещения[34].

Находки персидско — эллинистического периода:
- тайник с серебряными монетами, спрятанными в углублении в стене здания. Клад включал 109 монет, большинство из Тира. Монеты «тирского веса» относятся к времени Авгораса I (завоевал Тир в 385 г. до н. э.). Монеты «веса Хатти» относятся к началу эллинистического периода. По Ламберту, монеты чеканились в Акко. Находка монет указывает на коммерческое значение поселения того периода[35]
- глазурованный греческий кувшин начала V века до н. э.
- фрагменты украшенных греческих сосудов и кубков конца V века и начала IV века до н.э.
- фигурка сидящей лани в стиле островов Эгейского моря начала V века до нашей эры
- медные сосуды и фигурка, вместе с египетскими скарабеями свидетельствующая о торговых связях между прибрежными городами и Египтом (подобная фигурка найдена и в районе Атлита). На одном из гипсовых скарабеев вырезана фигура Геракла в образе бегуна (V век до н.э.)[36].

## Римский период
Была найдена эллинистическая и римская керамику типа «terra sigilta» и отдельные экземпляры раннеарабского периода. Здания были обнаружены в плохой сохранности, что не позволяло провести картографирование. Город был заброшен в IV веке н.э.

## Галерея

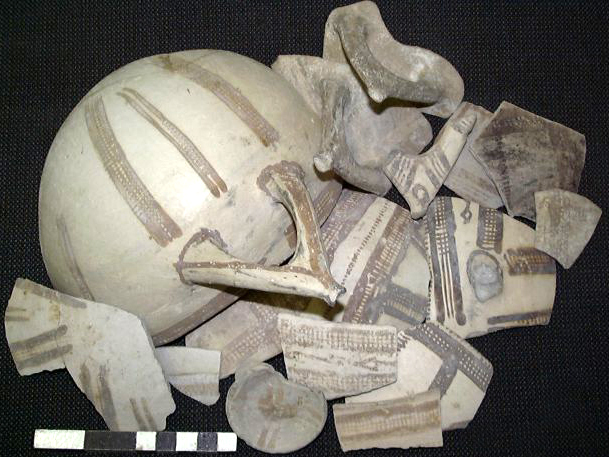
Обломки белой керамики[ивр.] с Кипра,  раскопки 2001 г.
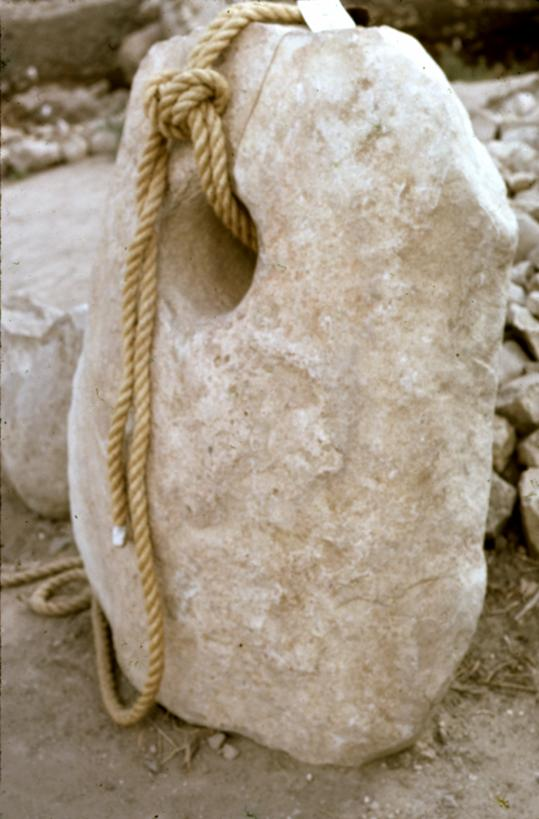
Каменный якорь эпохи поздней бронзы, найденный в кургане, раскопки 1986 г.
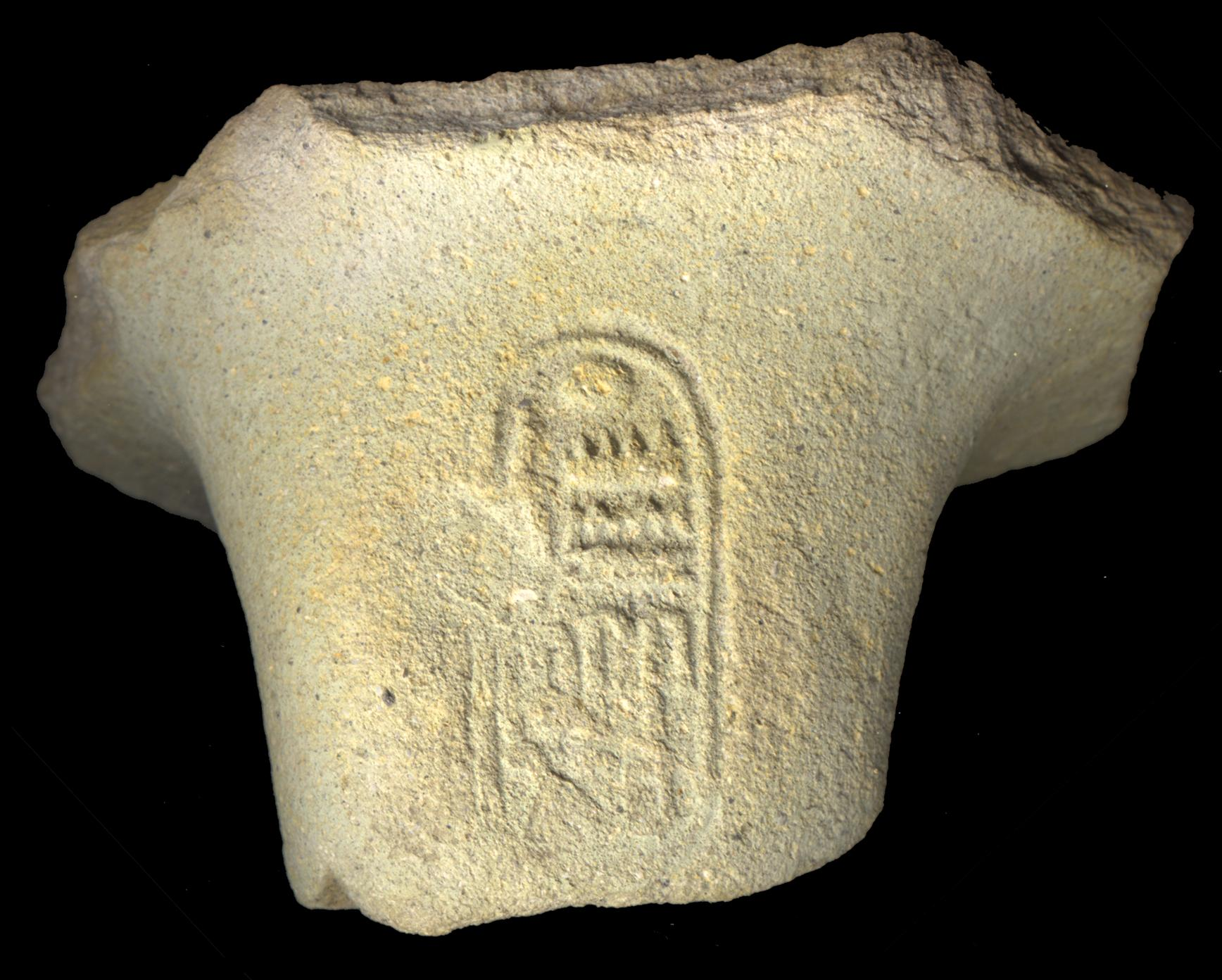
Картуш Рамзеса II,  13 век до н.э., найденный на якорной стоянке при раскопках  2001 г.
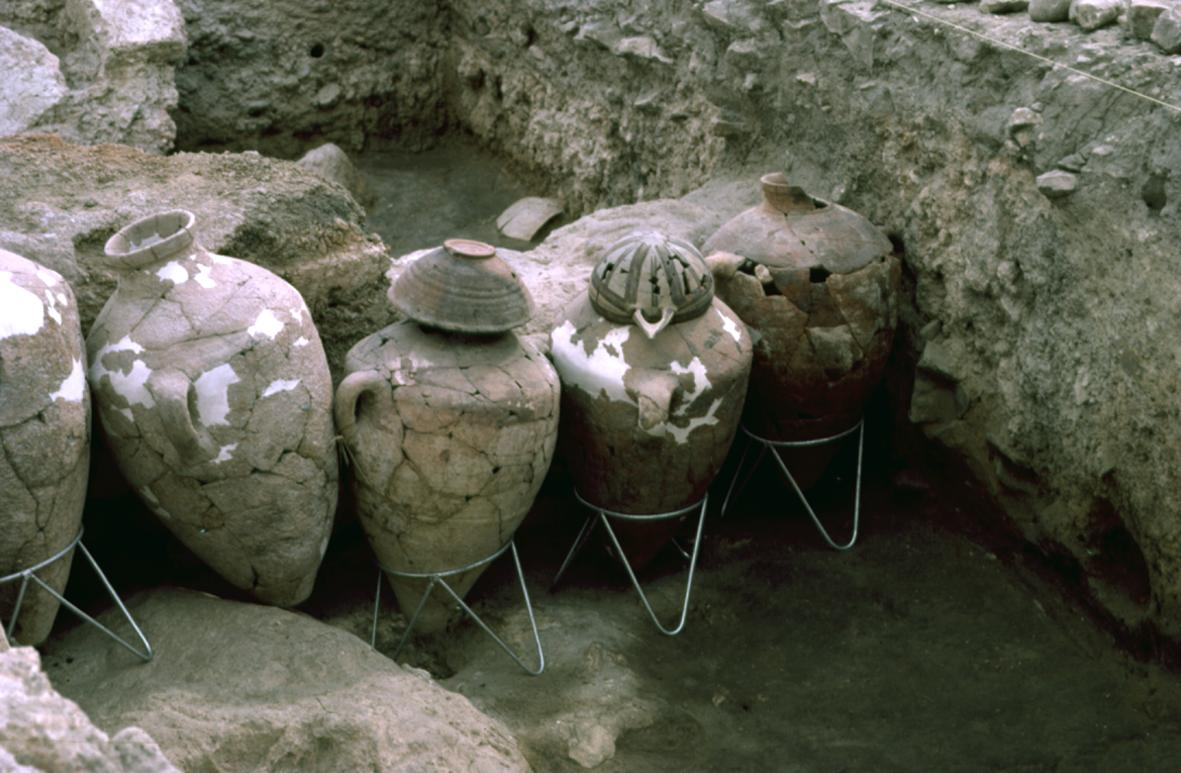
Отреставрированные кувшины из раскопок доктора Жаклин Бланси 1986 г.
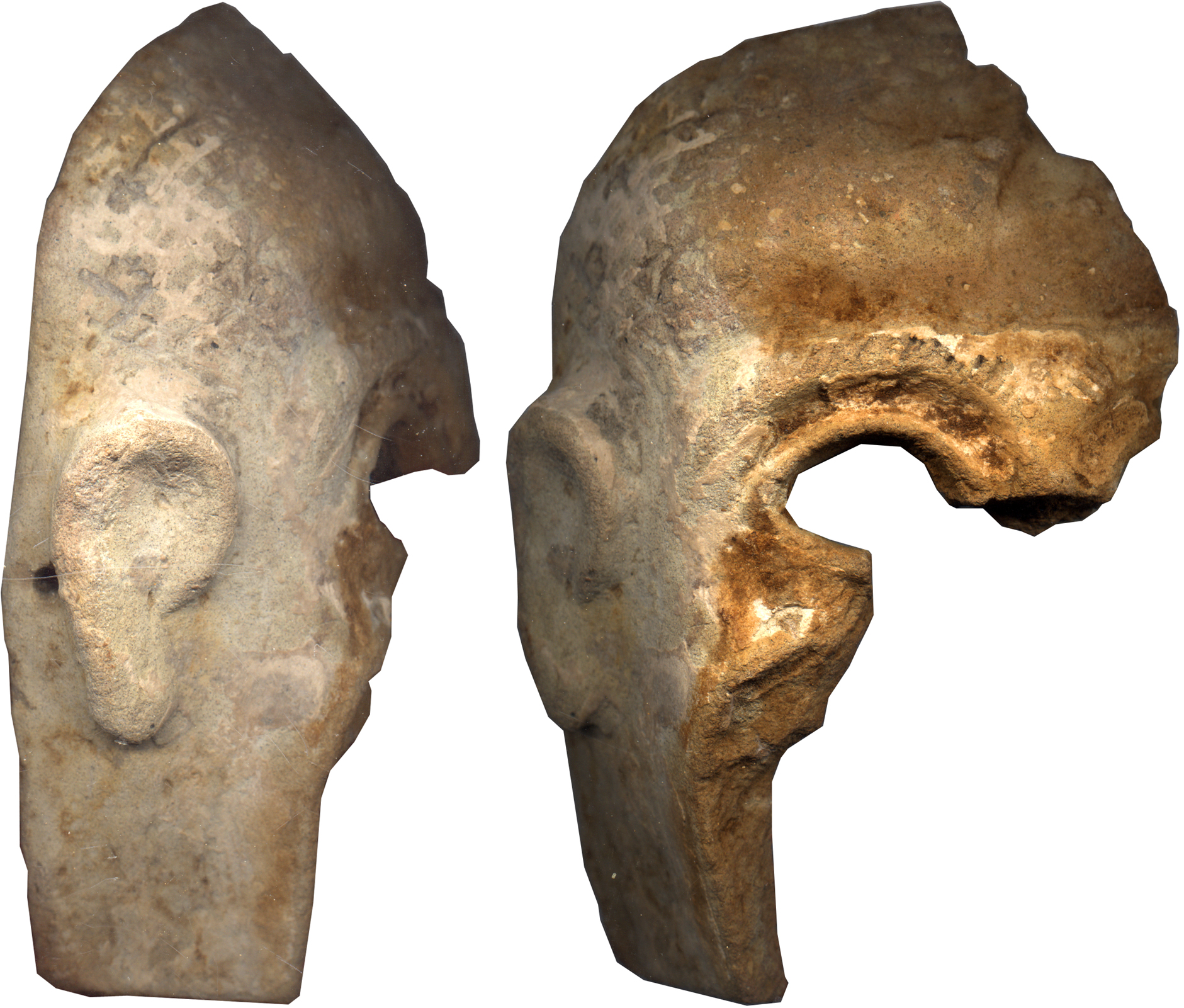
Маска с якорной стоянки - раскопки 2001 г.
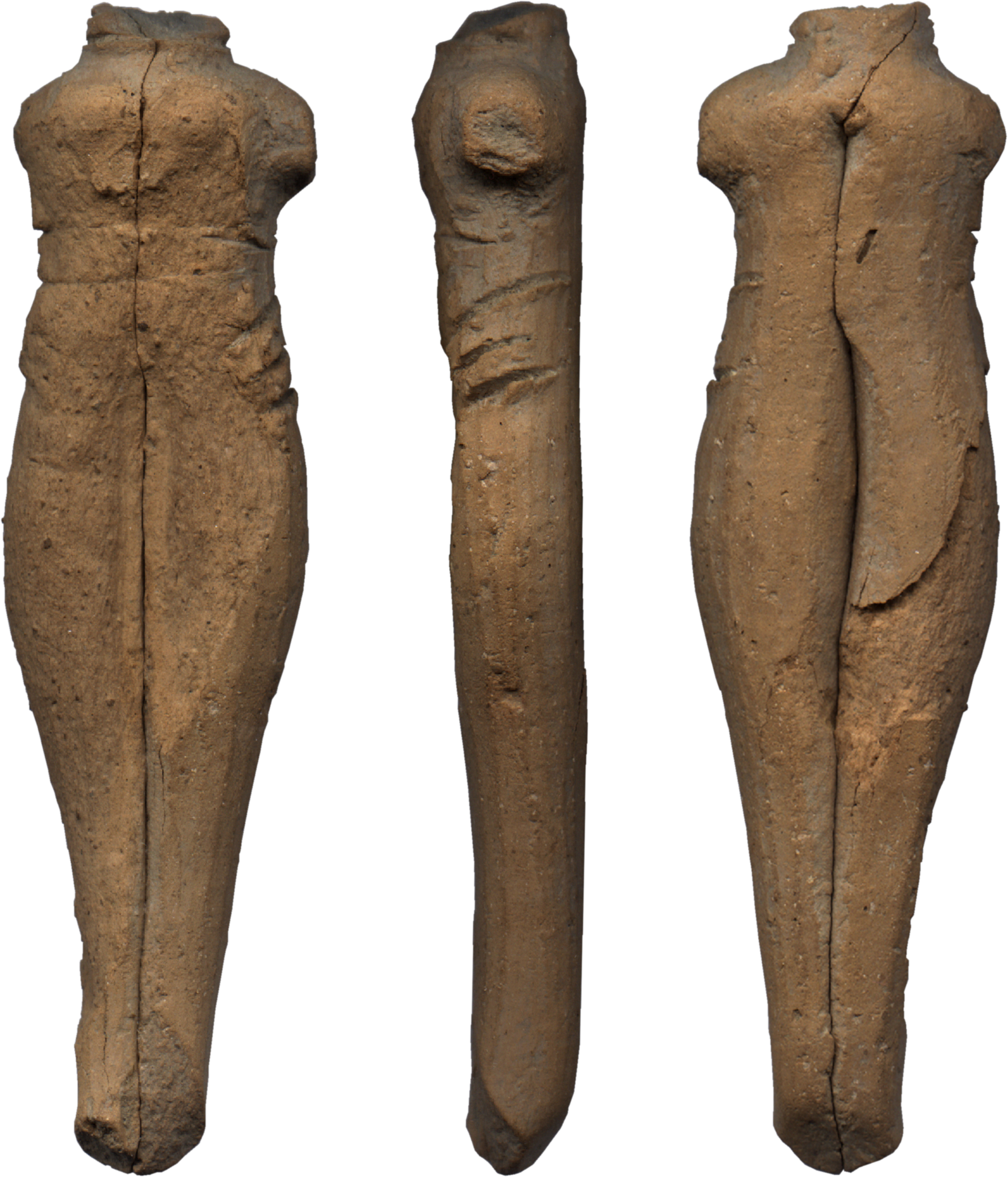
Глиняная фигурка эпохи поздней бронзы. Фото фигурки спереди, в профиль и сзади - раскопки 2001 г.
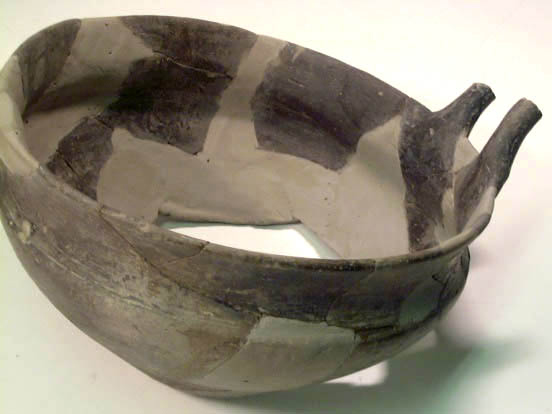
Чаша, привезенная из района Трои - раскопки 2001 г.
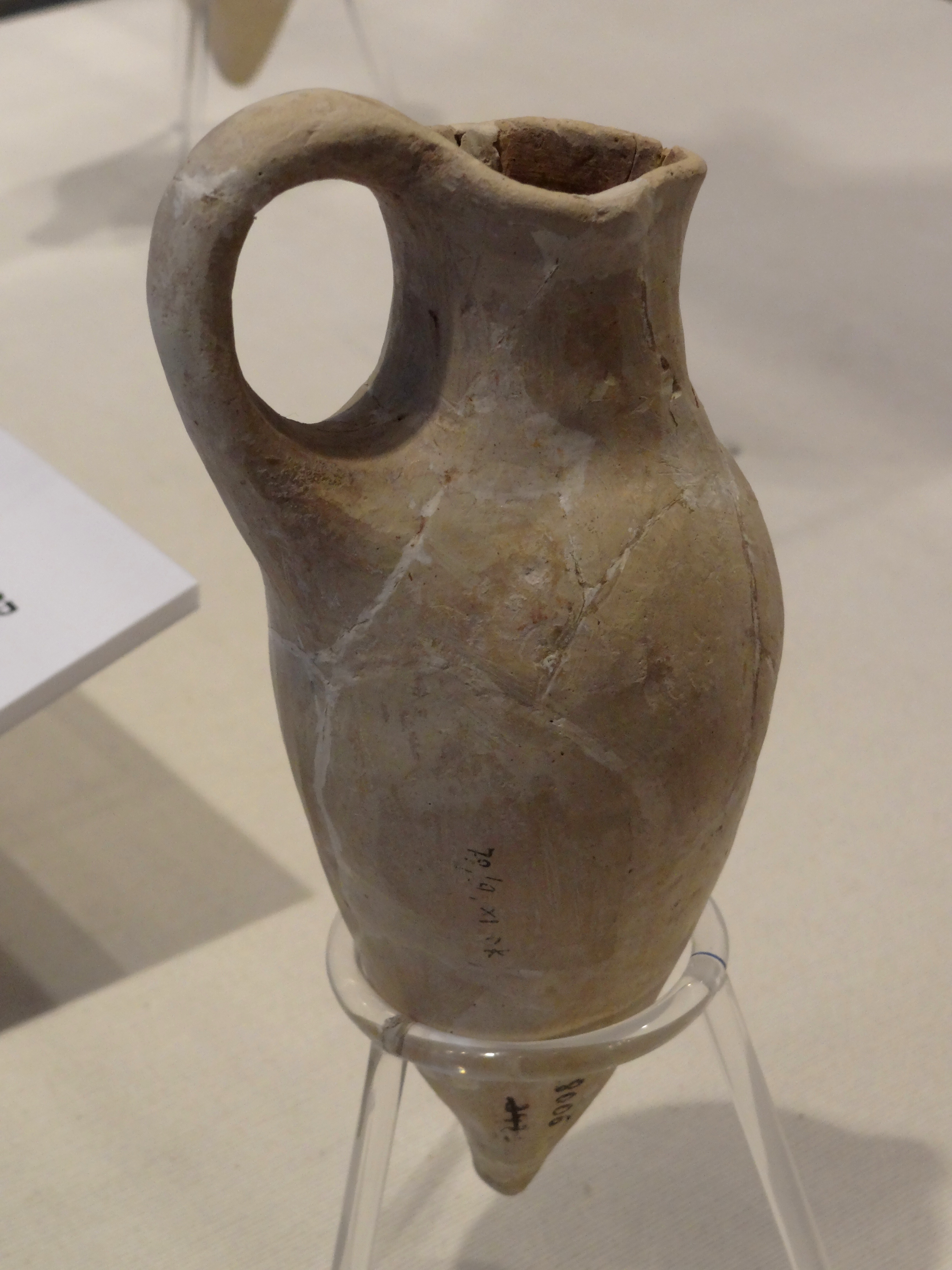
Сосуд из семейства белой керамики (коллекция Национального морского музея)
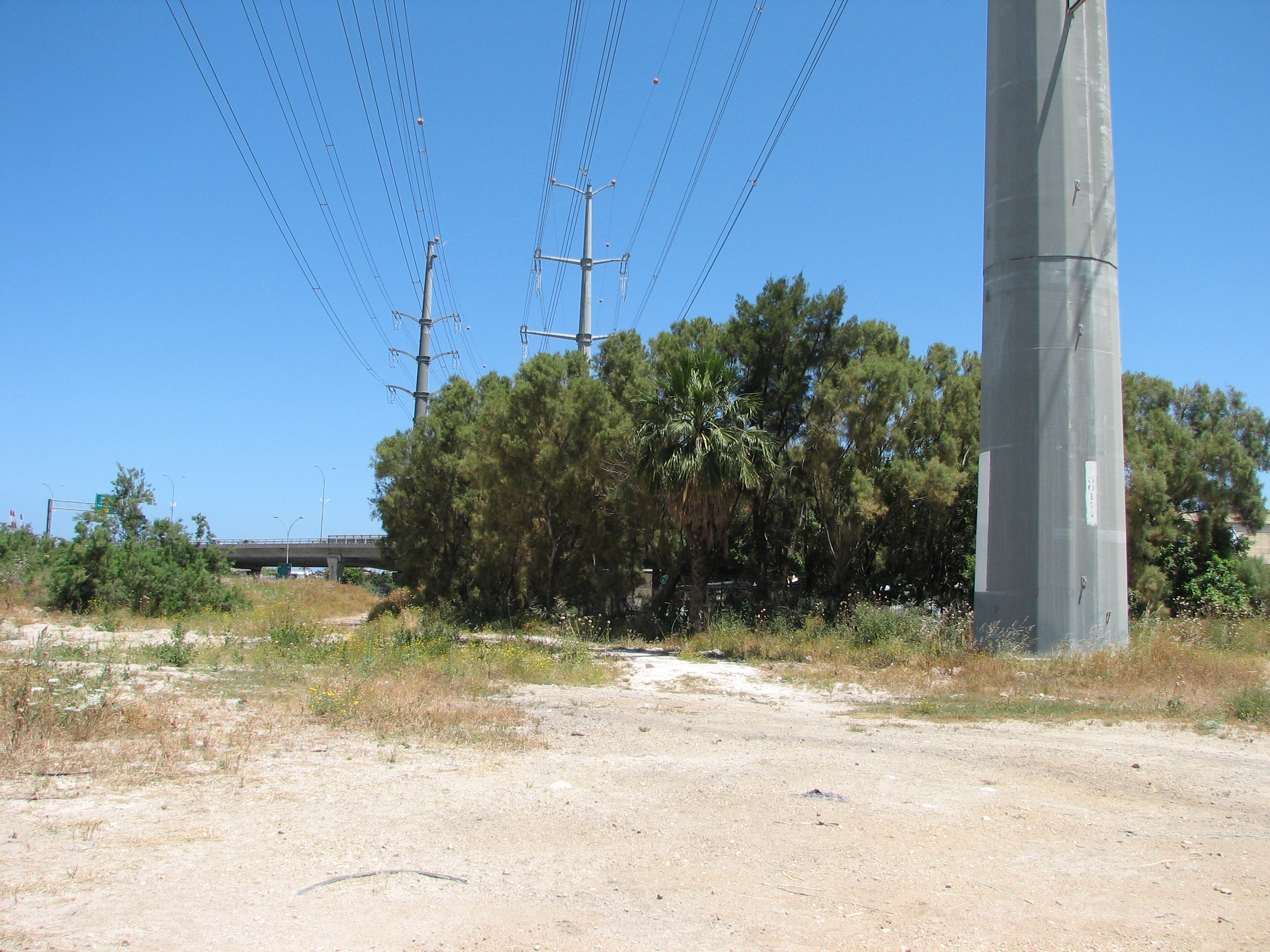
Район, который раньше был возвышенностью в Тель-Абу-Хаваме, фотография 2011 года. Среди деревьев находится здание электрической компании.

### Отчеты о раскопках
- Hamilton, R.W. [1934], Tell Abu Hawam: Interim Report, QDAP 3, pp. 74–80, pls.XIX–XXIII
- Hamilton, R.W, Excavations at Tell Abu Hawam, QDAP 4 (1935), pp. 1–69, pls.I–XXXIX
- Balensi, Jacqueline [1980] Les fouilles de R.W. Hamilton à Tell Abu Hawam: Niveaux IV et V: Dossier sur l'histoire d'un port Méditerranéen durant les âges du Bronze et du Fer (? 1600–950 av. J.-C.), unpublished PhD dissertation, University des Sciences Humains, Strasbourg, 1980
- Balensi, Jacqueline. and Herrera, M.D. [1985], Tell Abou Hawam 1983–1984, Rapport Préliminaire, RB 92 (1985), pp. 82–128